# سیددانت چاتورودی
سیددانت چاتورودی (به انگلیسی: Siddhant Chaturvedi) (زاده ۲۹ آوریل ۱۹۹۳) بازیگر هندی است.
از کارهای معروف او می‌توان به بازی در فیلم‌های کجا خودمان را گم کردیم اشاره کرد.

## فیلم‌شناسی
فهرست برخی از فیلم‌هایی که سیددانت چاتورودی در آن‌ها به ایفای نقش پرداخته‌است:
- پسر خیابان-۲۰۱۹
- بانتی و بابلی ۲-۲۰۲۱
- اعماق-۲۰۲۲
- روح تلفنی-۲۰۲۲
- خروج اضطراری-۲۰۲۲
- کجا خودمان را گم کردیم-۲۰۲۳